# 穆罕默德沙阿
穆罕默德沙·卡扎爾（波斯語：‎；1808年1月5日—1848年9月5日）是卡扎爾王朝的波斯國王。

## 崛起
穆罕默德沙阿是王朝第二位沙阿法特赫-阿里沙阿的孫兒、阿巴斯·米爾札的兒子。父亲阿巴斯·米爾札原本是儲君，但他的逝世使穆罕默德沙阿成為儲君。法特赫-阿里沙阿逝世後，他的其中一名兒子阿里·米爾扎試圖爭奪王位。阿里·米爾扎在位40天後便被加埃姆·馬格哈姆·法拉哈尼（Ghaem Magham Farahani）廢黜。

## 統治

### 政治與軍事
穆罕默德沙阿登位後原諒了阿里·米爾扎，他在登基時任命法拉哈尼為首相以答謝他的幫助，但沙阿在1835年受大臣哈吉·米爾扎·阿加西（Hajj Mirza Aghasi）唆使下令處死法拉哈尼，沙阿的政策在很大程度上受到阿加西的影響。穆罕默德沙的其中一位妻子瑪利克·賈漢·卡儂（Malek Jahan Khanom）所出的兒子納賽爾丁在日後成為沙阿，因此納賽爾丁沙阿受到她的影響。
穆罕默德沙阿兩度試圖攻佔英國控制的赫拉特，他為此而向法國路易-菲利普一世派遣官員。1839年，法國的兩名軍事教官抵達大不里士協助他，但兩次的軍事行動均告失敗。
穆罕默德沙體弱多病，他在40歲時死於痛風。

### 文化趨向
沙阿受到俄羅斯影響，試圖進行現代化改革，加強與西方的聯繫。他的繼任人納賽爾丁沙阿也採取這個路線。現代化的努力使攝影帶到這個國家，大量小型生漆油畫湧現。
在穆罕默德沙阿統治時期，巴布教宗教運動盛行。標誌著波斯的獅子和太陽及紅、白、綠背景色在這個時期成為了國旗。

## 註腳
1. ↑  Daftary 2007，第464頁
2. ↑  Amini 1999，第29頁
3. ↑  Amin 2002，第21頁
4. ↑  （英文）. Iran Chamber Society.   [2011-12-07]. （原始内容存档于2018-06-09）.
5. ↑  （英文）. Encyclopaedia Britannica.   [2011-12-07]. （原始内容存档于2015-05-01）.
6. ↑  Amanat 1997，第89頁
7. ↑  （英文）. Student Movement Coordination Committee for Democracy in Iran.   [2011-12-07]. （原始内容存档于2007-04-07）.